# Braunes Haus
La Braunes Haus (letteralmente: "casa bruna") era il quartier generale nazionale del Partito Nazionalsocialista dei Lavoratori Tedeschi (Nationalsozialistische Deutsche Arbeiterpartei) in Germania. Il suo nome deriva dal colore delle uniformi dei militanti del partito.
Imponente struttura in pietra, la Braunes Haus si trovava al civico 45 di Brienner Straße a Monaco di Baviera, tra le piazze Karolinenplatz e Königsplatz e fu costruita nel 1828 dall'architetto Jean Baptiste Métivier in stile neoclassico su commissione dell'aristocratico Karl Freiherr von Lotzbeck. Dal 1876 l'edificio era conosciuto come Palais Barlow.
La Braunes Haus fu danneggiata nell'ottobre 1943 dai bombardamenti alleati della seconda guerra mondiale. Le macerie furono spostate nel 1947 lasciando l'appezzamento libero.
Nel dicembre del 2005 il governo della Baviera annunciò che sul lotto abbandonato sarebbe stato edificato un nuovo centro di documentazione sul nazionalsocialismo, denominato NS-Dokumentationszentrum e aperto al pubblico il 1º maggio 2015.